# Leo Eland
Leo Eland (1944) is een Nederlands politicus van het CDA.
Hij was directeur van de Sociale Dienst in Apeldoorn en daarna directeur personeel en management op het ministerie van Financiën in Den Haag. Daarnaast was hij gemeenteraadslid in Maassluis.
In 1991 werd Eland burgemeester van de toenmalige Gelderse gemeente Bergh. In 1997 volgde zijn benoeming tot burgemeester van Epe wat hij tot zijn vervroegde pensionering in februari 2006 zou blijven.